# Craspedosis latesignata
Craspedosis latesignata är en fjärilsart som beskrevs av Louis Beethoven Prout 1918. Craspedosis latesignata ingår i släktet Craspedosis och familjen mätare. Inga underarter finns listade i Catalogue of Life.